# Jean de la Rochetaillée
Jean de la Rochetaillée (Rochetaillée, 1365 - Bolonha, 24 de março de 1437) foi um cardeal do século XV.

## Biografia
Nasceu em Rochetaillée em Ca 1365, Rochetaillée, perto de Lyon, França. Seu nome verdadeiro era Jean de Font; Rochetaillée foi seu lugar de origem. De uma família pobre; seu pai era um trabalhador rural. Seu sobrenome também está listado como Ruppescissa. Ele foi chamado de Cardeal de Rouen.
Obteve o doutorado em utroque iure (direito canônico e civil).
Clérigo da catedral metropolitana de Lyon em 1392. Cônego do capítulo da catedral de Paris. Oficial e cônego do capítulo da catedral metropolitana de Ruão. Corretor de cartas apostólicas.
Eleito patriarca titular de Constantinopla pelo antipapa João XXIII, 13 de julho de 1412; nomeado no mesmo dia administrador apostólico de Saint-Papoul; ocupou o cargo até 23 de setembro de 1418; ocupou o patriarcado até 26 de junho de 1423. Consagrado (nenhuma informação encontrada). Administrador da Sé de Genebra, 23 de setembro de 1418; ocupou o cargo até 12 de junho de 1422. Foi um dos seis prelados franceses eleitores no conclave de 1417, que elegeu o Papa Martin V. Ele substituiu o cardeal Jean Allarmet de Brogny como vice-chanceler da Santa Igreja Romana em julho de 1421; e provavelmente o sucedeu em 1426 (1). Administrador da Sé de Paris, 12 de junho de 1422 até 26 de junho, 1423. Promovido à sede metropolitana de Rouen, 26 de junho de 1423.
Criado cardeal sacerdote no consistório de 24 de maio de 1426; publicado no dia seguinte; recebeu o título de S. Lorenzo em Lucina em 27 de maio de 1426; entrou na Cúria Romana em 6 de julho de 1427; o papa encerrou as cerimônias de sua investidura cardinalícia no dia 13 de julho seguinte. Administrador da sé metropolitana de Rouen de 24 de maio de 1426 até 1431. Arcipreste da basílica patriarcal da Libéria, janeiro de 1428. Administrador da sé metropolitana de Besançon, 14 de outubro de 1429 até sua morte. Ele era um dos mais eminentes jurisconsultos de seu tempo. Teve grande influência durante o pontificado do Papa Martinho V. conclave de 1431, que elegeu o Papa Eugênio IV. Em 1432, aderiu ao Concílio de Basileia, que o nomeou vice-chanceler da Igreja em 1434; manteve o cargo após retornar à obediência do Papa Eugênio IV; em nesta qualidade, registrou ato por ordem do Papa Eugênio IV em 12 de novembro de 1436. Residiu em Roma, onde foi notado em 26 de fevereiro de 1435. Nomeado legado em Bolonha.
Morreu em Bolonha em Domingo de Ramos, 24 de março de 1437. Seu corpo foi transferido para Lyon e enterrado no coro da catedral metropolitana